# Comuna Vidra, Alba
Vidra (în maghiară: Alsóvidra) este o comună în județul Alba, Transilvania, România, formată din satele Băi, Bobărești, Bogdănești, Bordeștii Poieni, Culdești, Dealu Goiești, Dos, Dosu Luncii, Dosu Văsești, Drăgoiești-Luncă, Ficărești, Gligorești, Goiești, Haiducești, Hărăști, Hoancă, Jeflești, Lunca, Lunca Bisericii, Lunca de Jos, Lunca Goiești, Lunca Vesești, Modolești, Nemeși, Oidești, Pitărcești, Pleșcuța, Poieni, Ponorel, Puiulețești, Runc, Segaj, Urdeș, Valea Morii, Văsești, Vâlcăneasa, Vâlcești, Vârtănești și Vidra (reședința). Este situată în partea nord-vestică a județului, pe valea Arieșului Mic și are în componență 39 de sate.

## Demografie
Componența etnică a comunei Vidra
     Români (90,86%)
     Alte etnii (0,07%)
     Necunoscută (9,07%)
Componența confesională a comunei Vidra
     Ortodocși (83,17%)
     Penticostali (4,83%)
     Baptiști (1,83%)
     Alte religii (0,88%)
     Necunoscută (9,29%)
Conform recensământului efectuat în 2021, populația comunei Vidra se ridică la 1.367 de locuitori, în scădere față de recensământul anterior din 2011, când fuseseră înregistrați 1.691 de locuitori. Majoritatea locuitorilor sunt români (90,86%), iar pentru 9,07% nu se cunoaște apartenența etnică. Din punct de vedere confesional, majoritatea locuitorilor sunt ortodocși (83,17%), cu minorități de penticostali (4,83%) și baptiști (1,83%), iar pentru 9,29% nu se cunoaște apartenența confesională.

## Politică și administrație
Comuna Vidra este administrată de un primar și un consiliu local compus din 11 consilieri. Primarul, Doru Petricele[*], de la Partidul Social Democrat, este în funcție din octombrie 2020. Începând cu alegerile locale din 2024, consiliul local are următoarea componență pe partide politice:
|  | Partid                          | Consilieri | Componența Consiliului | Componența Consiliului | Componența Consiliului | Componența Consiliului | Componența Consiliului |
|  | ------------------------------- | ---------- | ---------------------- | ---------------------- | ---------------------- | ---------------------- | ---------------------- |
|  | Partidul Social Democrat        | 5          |                        |                        |                        |                        |                        |
|  | Partidul Național Liberal       | 2          |                        |                        |                        |                        |                        |
|  | Uniunea Salvați România         | 2          |                        |                        |                        |                        |                        |
|  | Alianța pentru Unirea Românilor | 1          |                        |                        |                        |                        |                        |
|  | Bec Traian-Ioan                 | 1          |                        |                        |                        |                        |                        |

## Atracții turistice
- Biserica "Sfinții Trei Ierarhi" din satul Goiești, construcție secolul al XVIII-lea, monument istoric
- Biserica "Sfântul Dumitru" din satul Poieni, construcție secolul al XVIII-lea, monument istoric
- Biserica "Sfânta Treime" din satul Goiești
- Rezervația naturală "Cheile Văii Morilor" (30 ha), satul Ponorel
- Rezervația naturală "Cascada Pisoaia" (5 ha)
- Rezervația naturală paleontologică "Dealul cu melci" (5 ha), satul Vidra
- Rezervația naturală "Avenul de la Poieni"